# Puente de Richmond
Richmond Bridge es un puente de arcos construido en piedra considerado como el primero de los Monumentos clasificados del siglo XVIII situados en el suroeste de Londres (Inglaterra), que cruza el Río Támesis a su paso por Richmond y comunica en la actualidad las dos mitades del municipio de Richmond upon Thames.
Debido a que los meandros del río se desvían de su dirección normal oeste-este, y a que el río fluye del sureste al noroeste en esta parte de Londres, las que de otra manera se llamarían orillas norte y sur, se llaman respectivamente orillas de "Middlesex" (Twickenham) y "Surrey" (Richmond), denominadas así debido a los condados históricos a los que en el pasado pertenecían.
El puente fue construido entre los años 1774 y 1777 siguiendo los proyectos redactados por los arquitectos James Paine y Kenton Couse. El objetivo de la construcción del puente fue sustituir a un transbordador que comunicaba el centro de Richmond en la orilla del este con su distrito adyacente de East Twickenham (Santa Margarita)
con el oeste. La construcción fue privada y se financió mediante una tontina con la que se cobraron aranceles hasta el año 1859.
Richmond Bridge fue ensanchado y ligeramente aplanado entre los años 1937-1940, por lo que respecta a lo demás, el puente todavía se ajusta a su diseño original. El octavo puente sobre el Támesis construido en lo que ahora es Gran Londres es actualmente el puente más viejo de todos los supervivientes sobre el Támesis situados en Londres.

## Antecedentes
La pequeña ciudad de Sheen, situada en la orilla del Támesis a su paso por Surrey , a 16 kilómetros al oeste de la City de Londres o a 26 kilómetros por el río, ha sido el emplazamiento del palacio real desde 1299. Después de que el fuego destruyera el palacio en 1497,  Enrique VII construyó uno nuevo en este mismo emplazamiento, llamándolo Richmond Palace por su título de Conde de Richmond, por lo que la parte central de Sheen adquirió el nombre de Richmond.
Aunque no se tenga una referencia exacta, probablemente existió un transbordador en el actual emplazamiento del puente desde la época de los normandos, realizándose el primer cruce del río en Richmond en el año 1439.  El servicio era prestado por la Corona mediante dos barcos,  un pequeño esquife para el transporte de pasajeros y un barco más grande para caballos y carros pequeños; el transbordador Twickenham, que circulaba río arriba, también estaba en uso desde al menos el año 1652. Sin embargo, debido a la gran pendiente de la ladera de la montaña de la orilla de Surrey, los transbordadores no podían transportar coches de caballo o carros muy cargados hasta ese punto, lo que les obligaba a hacer una desviación con un recorrido más largo a través de Kingston Bridge.

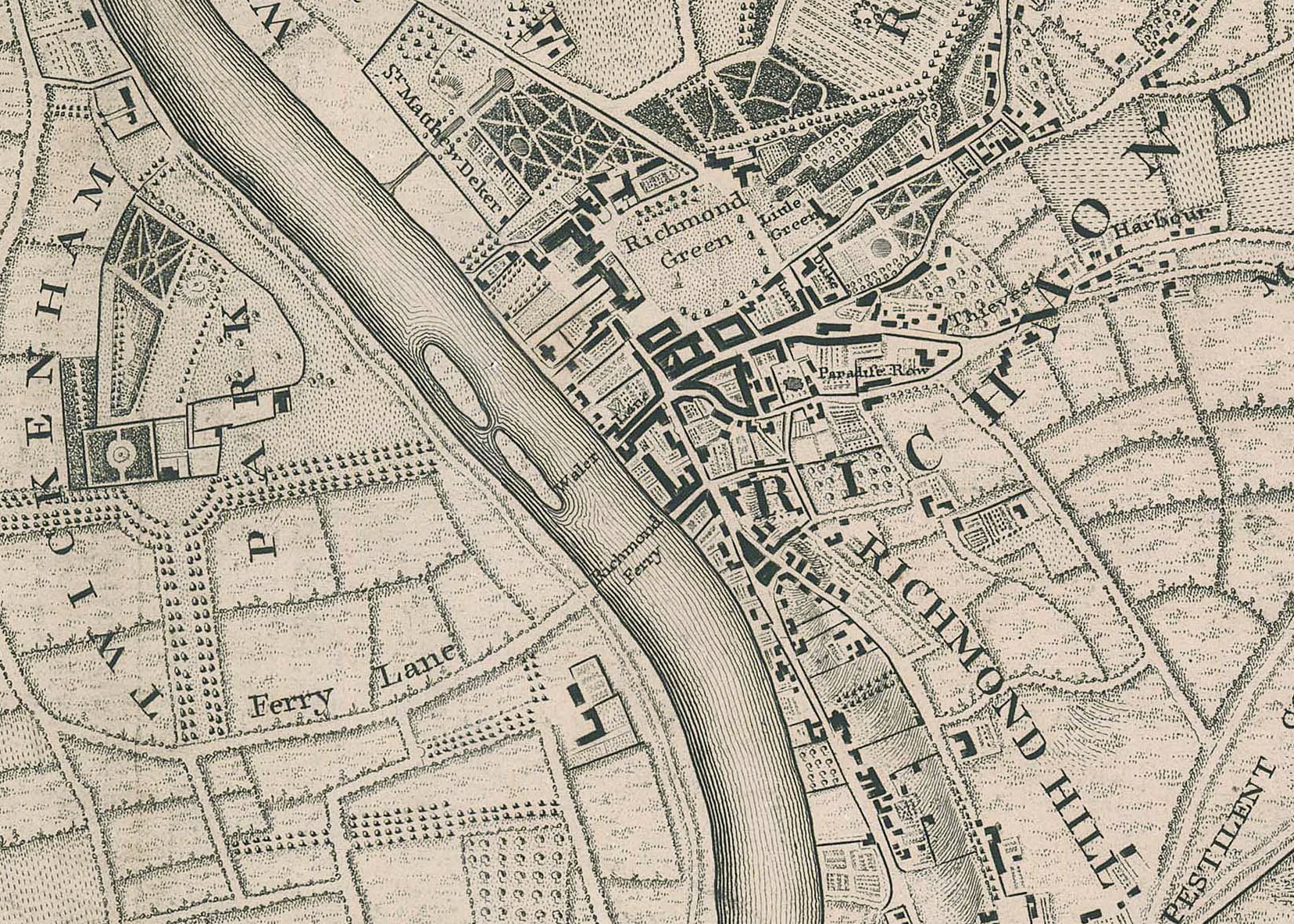
Richmond, Twickenham Park y la ruta del transbordador de Richmond en 1746

En el siglo XVIII, Richmond y su ciudad vecina Twickenham, situada en la otra orilla del río Támesis, que se encontraban lejos de Londres pero contaban con eficientes conexiones de transporte a través del río, adquirieron relevancia y sus poblaciones crecieron rápidamente. Como el transbordador no podía transportar grandes cargas y además era frecuentemente suspendido debido a condiciones meteorológicas adversas, cruzar el río se convirtió en un serio problema por aglomeraciones.
El residente local William Windham había sido el suplente del tutor del príncipe Guillermo Augusto, duque de Cumberland y fue el primer marido de Mary, lady Deloraine, amante de Jorge II.
Como recompensa a sus servicios, Jorge II arrendó a Windham el derecho de controlar el transbordador hasta 1798. William subarrendó el derecho de manejar el transbordador al residente local Henry Holland.  Con el transbordador incapaz de cubrir las demandas de la zona, en 1772 Windham solicitó la aprobación del Parlamento para reemplazar el transbordador por un puente de madera, en el que se pagaría peaje.

## Diseño
Los proyectos para la construcción del puente de madera no resultaron populares. En 1772 la Ley del puente de Richmond fue aprobada por el Parlamento, seleccionando 90 comisarios que incluían al arquitecto paisajístico Lancelot “Capability” Brown, al historiador y político Horace Walpole y al dramaturgo y actor David Garrick para supervisar la construcción de un puente de piedra en el emplazamiento del transbordador. La Ley estableció que no se podría usar ningún tipo de impuesto para financiar el puente y estableció una escala de peajes, que van desde 0,5 peniques para un peatón hasta 2 chelines y 6 peniques para un coche de 6 caballos (alrededor de 0,6€ y 15€, respectivamente). A Henry Holland le concedieron 5.350£ (unos 622.170€) como compensación por la pérdida del servicio del transbordador. La comisión nombró a James Paine y Kenton Couse para que diseñaran y construyeran el nuevo puente.

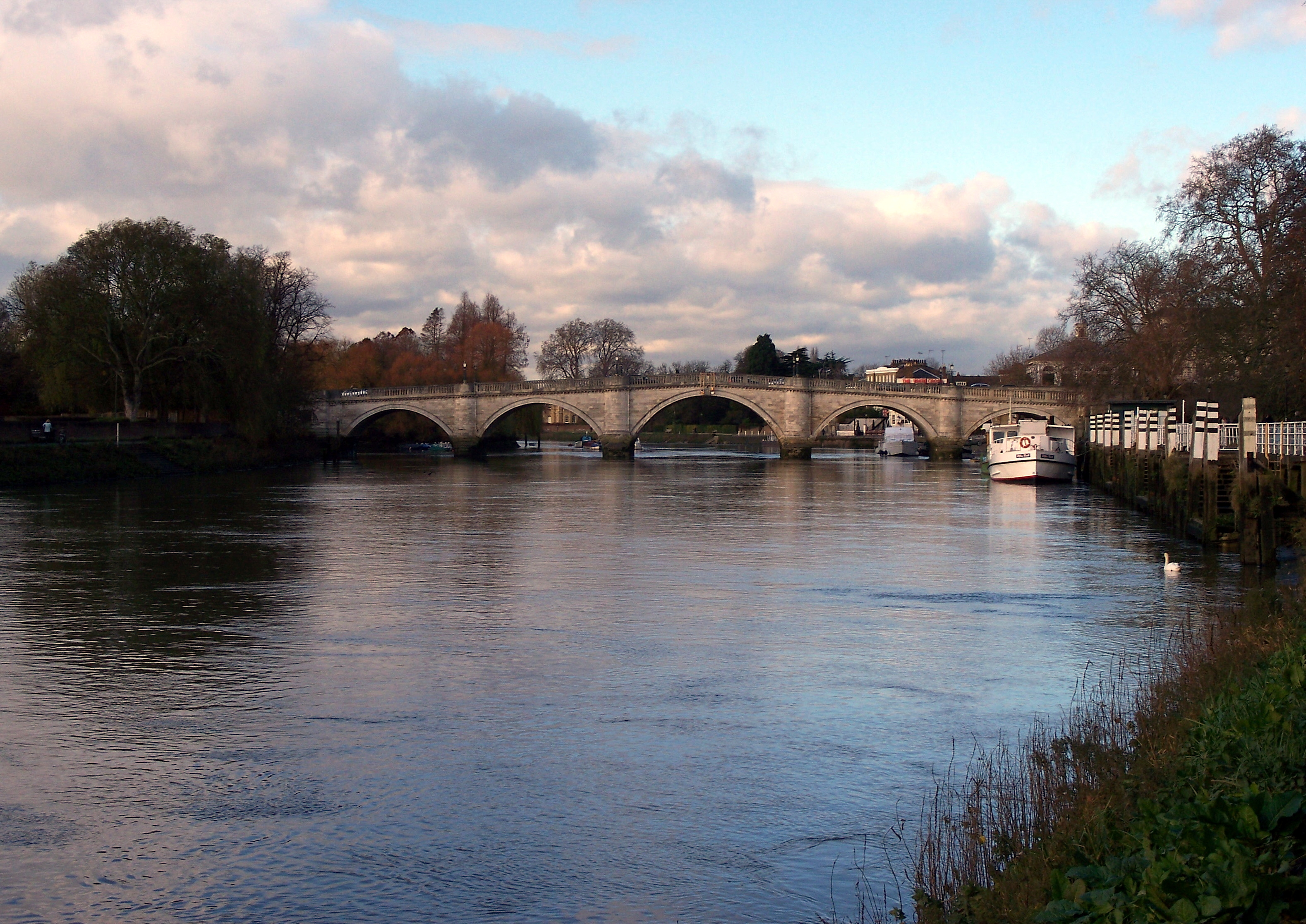
El puente de Richmond

La Ley especificó que el puente iba a ser construido en el emplazamiento del existente transbordador "o tan abajo del río como la Comisión lo pueda colocar". Los residentes locales presionaron para que fuera construido en Water Lane, aguas abajo a poca distancia del emplazamiento del transbordador. El acceso al río era relativamente llano, evitando así la empinada cuesta hasta el muelle del existente transbordador en la orilla de Surrey. Sin embargo, la duquesa de Newcastle se negó a permitir que la carretera de acceso a la orilla de Middlesex pasara por sus tierras, en Twickenham Park, por lo que la comisión se vio obligada a construirlo en el emplazamiento del transbordador, pese a la pendiente de un 6,25 % de inclinación.
El puente se diseñó como un puente de arco de piedra de 95 m de largo y 7,54 m de ancho, sujeto por cinco arcos elípticos de distintas alturas. La anchura (18m) del tramo central se diseñó para permitir que pasara el embarque, proporcionándole un aspecto distintivo y encorvado. Se construyó en piedra de Pórtland y estaba situado entre Ferry Hill (Bridge Street hoy en día) y la carretera de Richmond, en la parte de Surrey y Middlesex respectivamente. En la parte de Middlesex, se necesitó la construcción de curvas cerradas en las carreteras de acceso (todavía existente hoy día) para esquivar las tierras de la duquesa de Newcastle, en Twickenham Park. En cada extremo se construyeron casas de peaje de estilo palladiano.

## Construcción

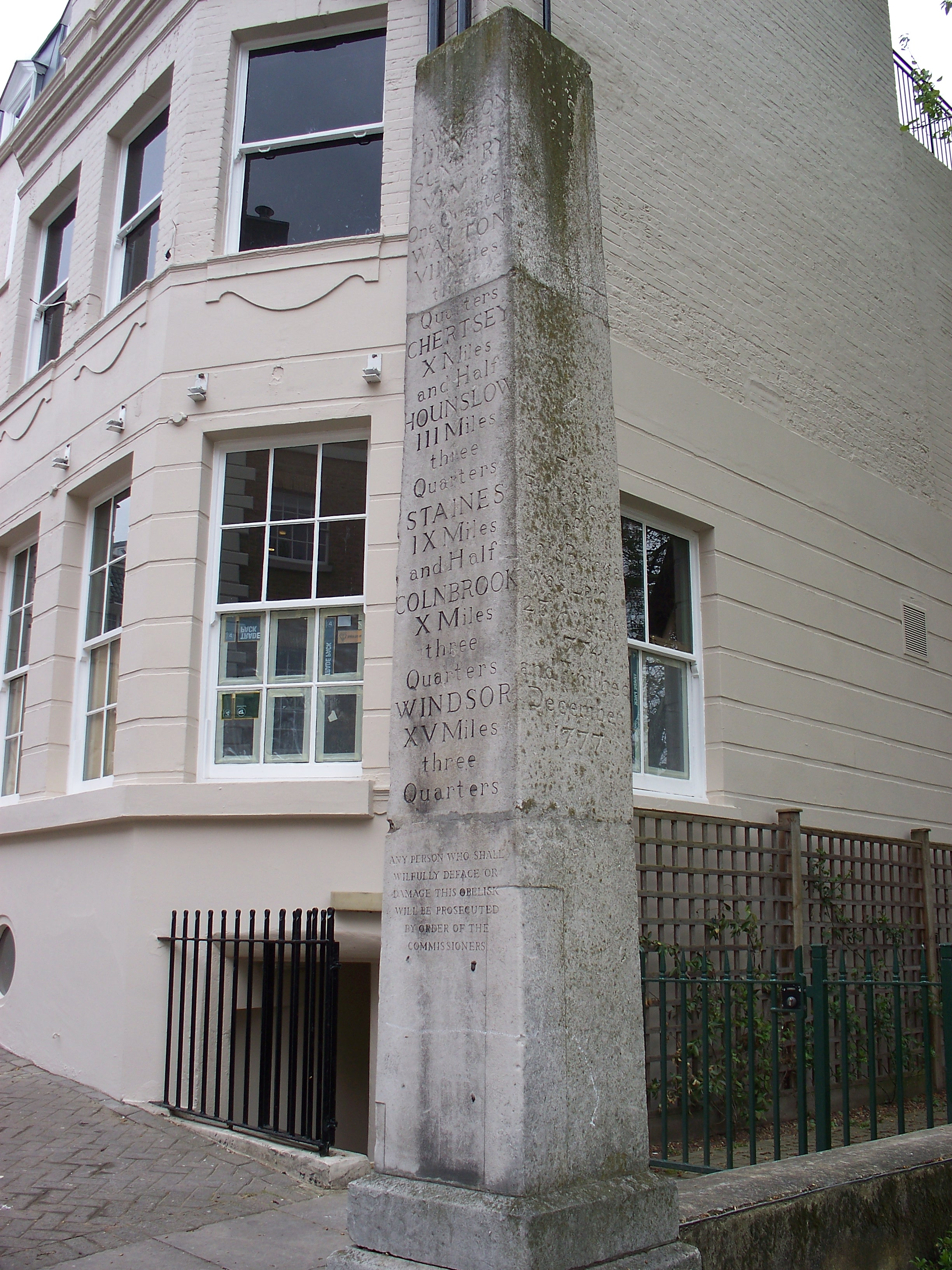
El hito al final del puente de Surrey

Su construcción fue objeto de subasta y, en 16 de mayo de 1774, a Thomas Kerr se le adjudicó el contrato para construir el puente por la cantidad de 10.900£ (1,3 millones de euros). Junto a los costes adicionales, como la compensación a los propietarios de las tierras o la construcción de nuevas carreteras, el gasto total fue de aproximadamente 26 000£ (unos 3,02 millones de €).
La mayor parte del dinero necesitado se recaudó de la venta de acciones de 100 libras cada una, unos 11.680€ en dos sistemas de tontina, la primera por 20.000£ y la segunda por 5.000£. La primera se llamó apropiadamente "Tontina del Puente de Richmond", pero cuando se clarificó que la cantidad inicial de 20.000£ no sería suficiente para completar la construcción, se creó una segunda tontina. A cada inversionista se le garantizó un retorno del 4% por año, así que 1000 £ de los ingresos por año de los peajes se dividieron entre los inversionistas en dos tontinas. Con la muerte de un accionista, su participación en el dividendo se distribuyó entre los accionistas sobrevivientes.
Para evitar el fraude, se obligó a cada inversionista a firmar una declaración jurada afirmando que estaban vivos antes de recibir sus beneficios. Cualquier ingreso superior a 1000 libras anuales, requerido para pagar a los inversionistas, se llevó a cabo en un fondo general del mantenimiento del puente.
La Construcción comenzó el 23 de agosto de 1774. Se invitó al Príncipe de Gales   para poner la primera piedra, pero lo rechazó, por lo tanto fue el miembro de la comisión Henry Hobart  quien la colocó. El puente se abrió a los peatones en septiembre de 1776 y al tráfico en enero de 1777, momento en el que el servicio del transbordador se cerró, aunque el trabajo en el puente no se completó hasta diciembre de 1777.  Se colocó un gran hito de piedra en el extremo de Richmond, indicando las distancias a otros puentes y a ciudades de la zona.

## Funcionamiento
No hubo ceremonia de apertura oficial y se registró poca respuesta pública. Sin embargo, pronto se convirtió en un puente muy admirado por su diseño; un artículo en The London Magazine en 1779, dijo que "el puente se presenta al espectador como uno de los paisajes más bellos de la naturaleza y del arte producido conjuntamente con sus esfuerzos, y los entendidos en pintura recordarán al instante algunas de las mejores obras de Claude Lorraine". James Paine lo ilustró orgulloso entre los diseños en el segundo volumen de sus Proyectos, Elevaciones y Secciones de Nobles y Casas de los Señores, 1783.  El Puente de Richmond fue el motivo de cuadros de muchos artistas importantes, incluyendo Thomas Rowlandson, John Constable y el residente de la zona J. M. W. Turner.

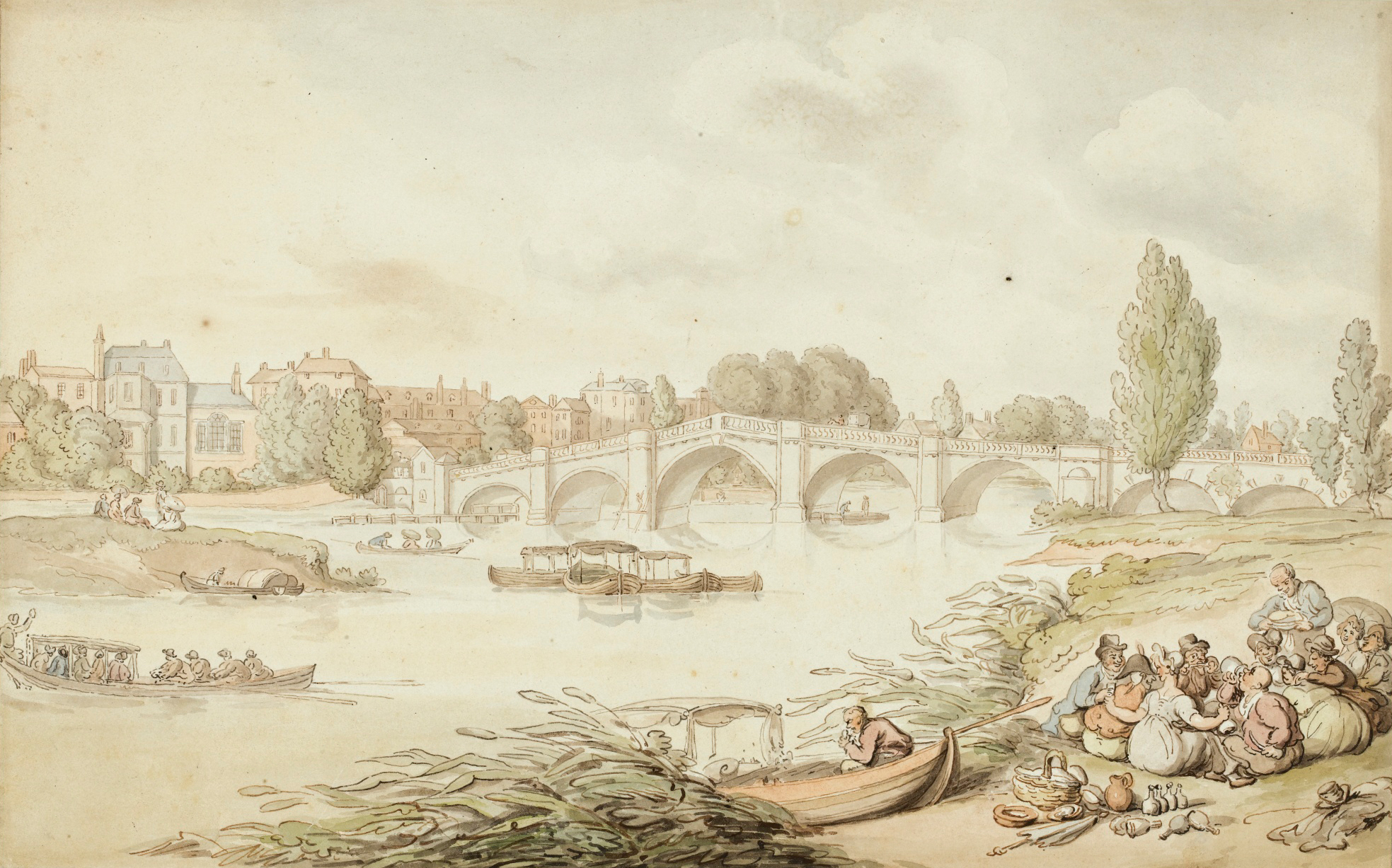
Puente de Richmond por Thomas Rowlandson, c. 1810

Se impusieron sanciones severas por dañar el puente. La Ley del Puente de Richmond de 1772 especificaba que el castigo por "daño intencional o malicioso" al puente sería "el traslado a una de las colonias de Su Majestad en América durante espacio de siete años". Se puede ver todavía una advertencia contra los daños en el hito de Surrey, al final del puente.
El Puente de Richmond resultó un éxito comercial, generando 1.300 libras anuales en peajes (aproximadamente 87.2083 euros desde 2010) en 1810. En torno a 1822, la compañía había acumulado un superávit suficiente para que todos los peajes de vehículos se redujeran a un penique.

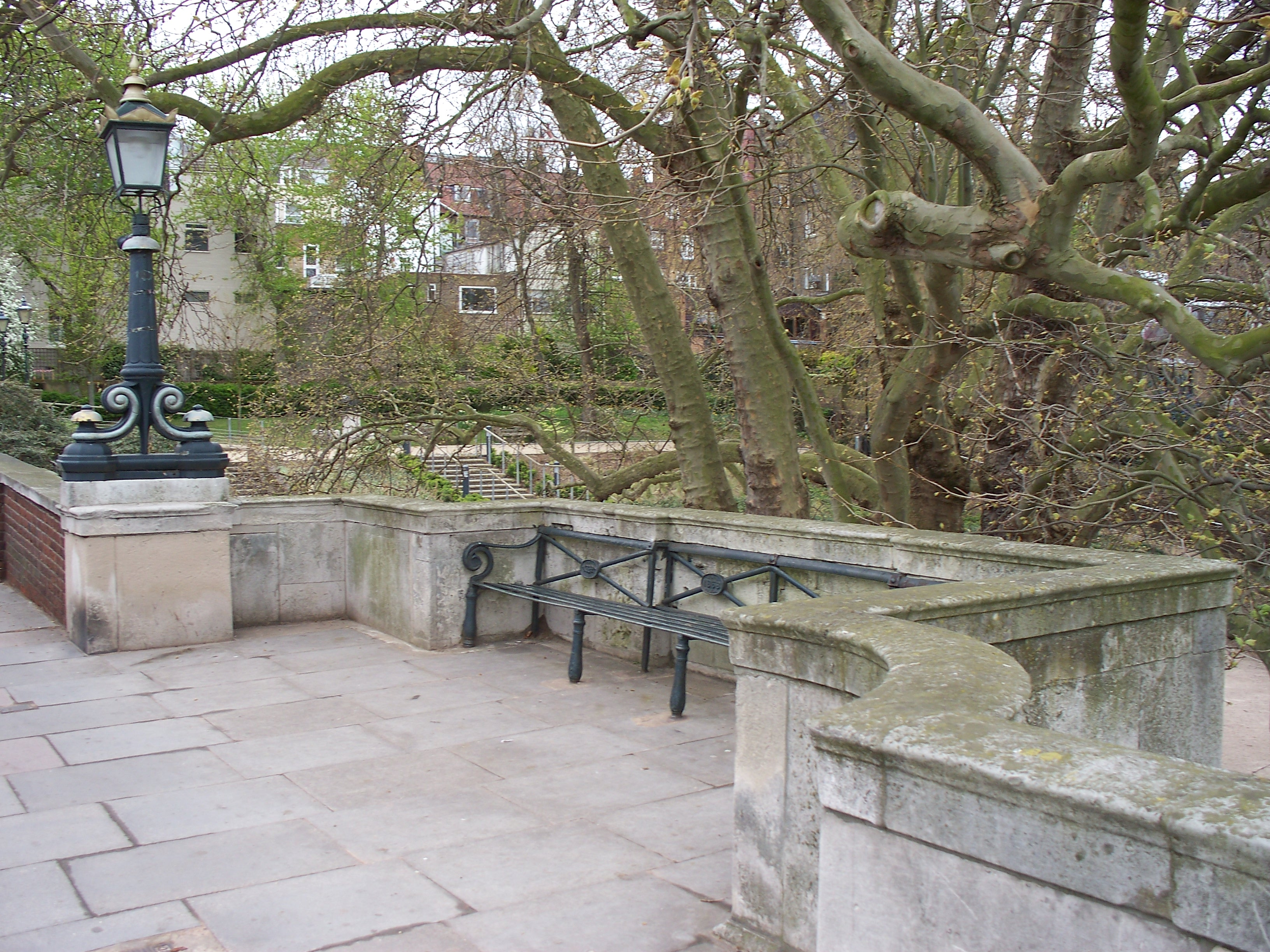
Mirador en el emplazamiento de una antigua caseta de peaje

El 10 de marzo de 1859, el último suscriptor a la principal tontina murió, recibiendo durante más de cinco años la cantidad de 800 libras anuales reservado para los suscriptores en primer lugar, y con la muerte de su último miembro el plan finalizó. On 25  En marzo del 1859, el puente de Richmond Bridge ya no tenía peaje.Crisp, 1866, p. 322.</ref> El 25 de marzo de 1859 el Puente de Richmond se hizo gratuito. Una gran comitiva fue hasta el puente, donde un equipo de peones de una manera simbólica quitó las bisagras de las puertas del peaje. Las casetas de peaje fueron demolidas y sustituidas por asientos en 1868; las ganancias de la recaudación acumulada durante los 83 años de peaje cobrado fueron suficientes para pagar el mantenimiento del puente.
En 1846 llegó a Richmond la primera línea ferroviaria. Richmond Gasworks se abrió en 1848 y Richmond empezó a convertirse en una ciudad importante. El Tren Metropolitano (más tarde District Line) llegó a Richmond en 1877, conectándolo con el Metro de Londres.
El trayecto al centro de Londres se hizo accesible y económico, lo que llevó al crecimiento demográfico en zonas previamente aisladas de Richmond y de Twickenham.

## Remodelación en elsigloXX
A principios del siglo XX, el puente resultó insuficiente debido al crecimiento del tráfico, especialmente con la introducción del transporte motorizado, y el límite de velocidad establecido se impuso a 16 km por hora. El dinero de las ganancias obtenidas de los peajes no fue suficiente para pagar la principal reconstrucción, el 31 de marzo de 1931 el puente se convirtió en copropiedad pública de los ayuntamientos de Surrey y Middlesex, y se hicieron propuestas para ampliarlo.
Se plantearon propuestas para ensanchar el puente, muchas de las cuales fueron rechazadas por motivos estéticos, así que se tomó la decisión de construir un nuevo puente a una corta distancia río abajo para aliviar el tráfico.
El nuevo Twickenham Bridge se inauguró en 1933, pero el Richmond Bridge todavía tenía dificultades para absorber el gran volumen de tráfico, así que en 1933, Sir Harley Dalryple-Hay propuso posibles métodos para ensanchar el puente sin apenas afectar su estética. La propuesta más barata de Dalryple-Hay, transformar las aceras en ménsulas de los lados del puente para así dejar más espacio a los vehículos, fue rechazada por motivos de estética, y otra propuesta que pretendía ensanchar ambos lados del puente no obtuvo el apoyo por ser poco práctica. Finalmente, se aceptó la opción de ensanchar el lado de aguas arriba del puente, para causar el menor daño posible a los edificios cercanos. En 1934, se decidió ensanchar el puente entre 3 y 4 metros, con un coste de 73.000 libras de la época (aproximadamente 4,60 millones de euros en fecha 2011).
Se eligió a la Cleveland bridge and Engineering company de Darlington para llevar a cabo el remodelamiento. En 1937, todas las piedras del lado oeste se quitaron y se numeraron y se ensanchó el puente. Tres años más tarde, en 1940, las piedras que daban al lado oeste se volvieron a poner y el puente se reabrió al tráfico. Durante la remodelación, se mantuvo siempre abierto un único carril para el tráfico. Los obreros vieron cómo los cimientos del siglo XVIII, que consistían en plataformas de madera sumergidas en el lecho del río, se habían podrido, y las reforzaron con pilotes de acero y bloques de cemento. También aprovecharon para bajar ligeramente la superficie de la carretera en el centro del puente y elevar las rampas de acceso, reduciendo así la silueta curvada de la sección central.

## Legado

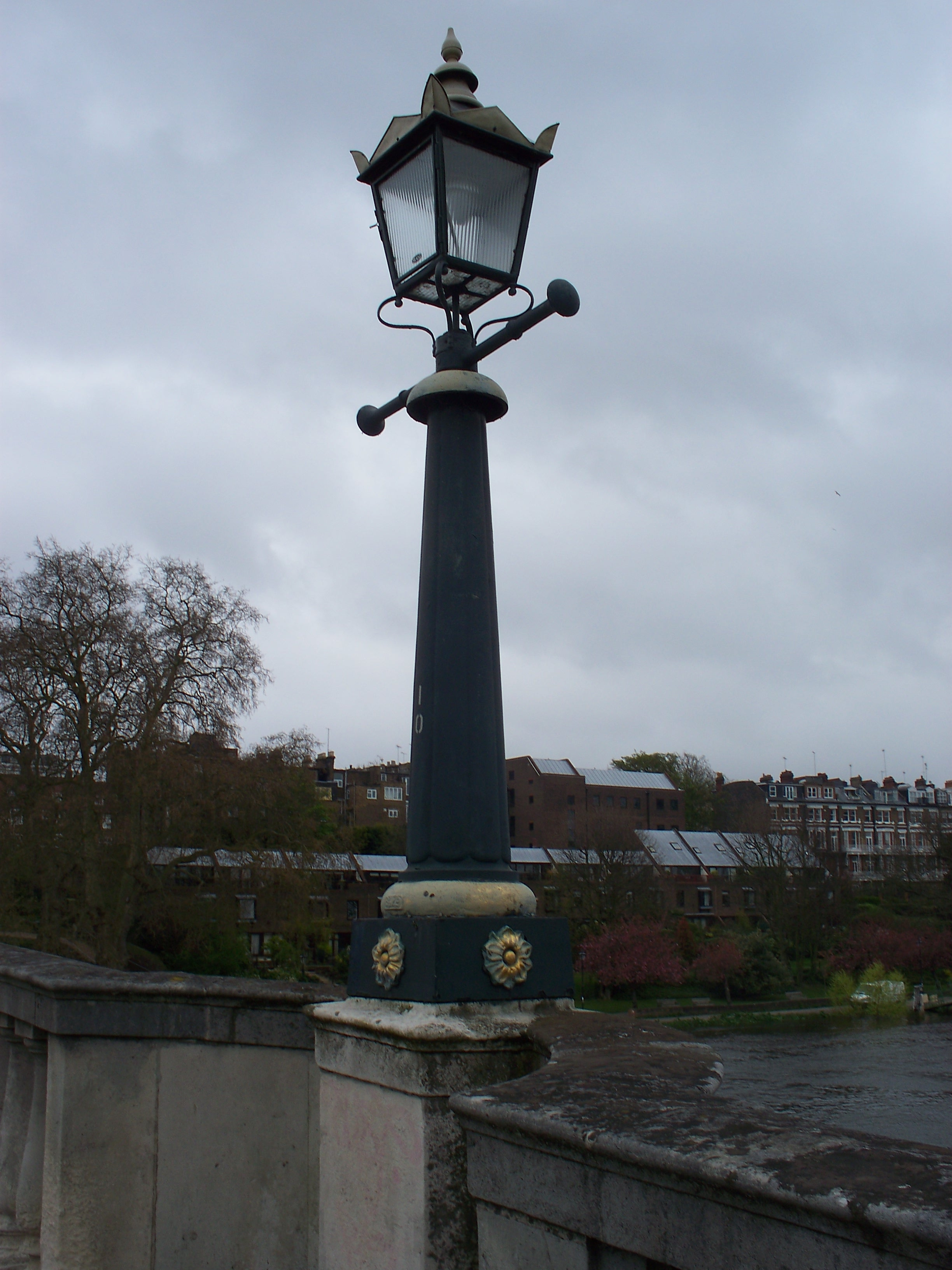
Lámpara de gas victoriana en el Richmond Bridge

James Paine diseñó tres puentes más sobre el Támesis después del Richmond bridge, en Chertsey (1783), Kew (1783) y Walton (1788). Paine y Couse renovaron su relación laboral en el diseño del Cherstey bridge, el único de los tres que todavía está en pie. Paine se convirtió en  High Sheriff of Surrey en 1783.
En 1962, el Richmond council anunció el reemplazo de las farolas de gas del puente por alumbrado eléctrico. La Richmond society, un grupo local, protestó el cambio del aspecto del puente, y lograron forzar al consistorio a mantener las farolas de gas victorianas, pero con luz eléctrica, que todavía están hoy en su sitio.
En la historia del Richmond Bridge solamente se han registrado dos colisiones graves entre barcos y el puente. El 20 de marzo de 1964, tres barcos amarrados en Eel Pie island, 2,4 km río arriba, se soltaron de los amarres debido a una tormenta y fueron arrastrados por la corriente y chocaron con el puente sin provocar daños graves. Sin embargo, uno de los tres barcos, el Princess Beatrice, un barco de vapor usado en una ocasión por Gilbert y Sullivan, dos compositores, fue destruido totalmente. El 30 de enero de 1987, el Brave goose, un yate de 4,2 millones de euros de Sir Donald Gosling, fundador de National car parks, se quedó atascado en el arco central del puente, siendo liberado el día siguiente en marea baja.

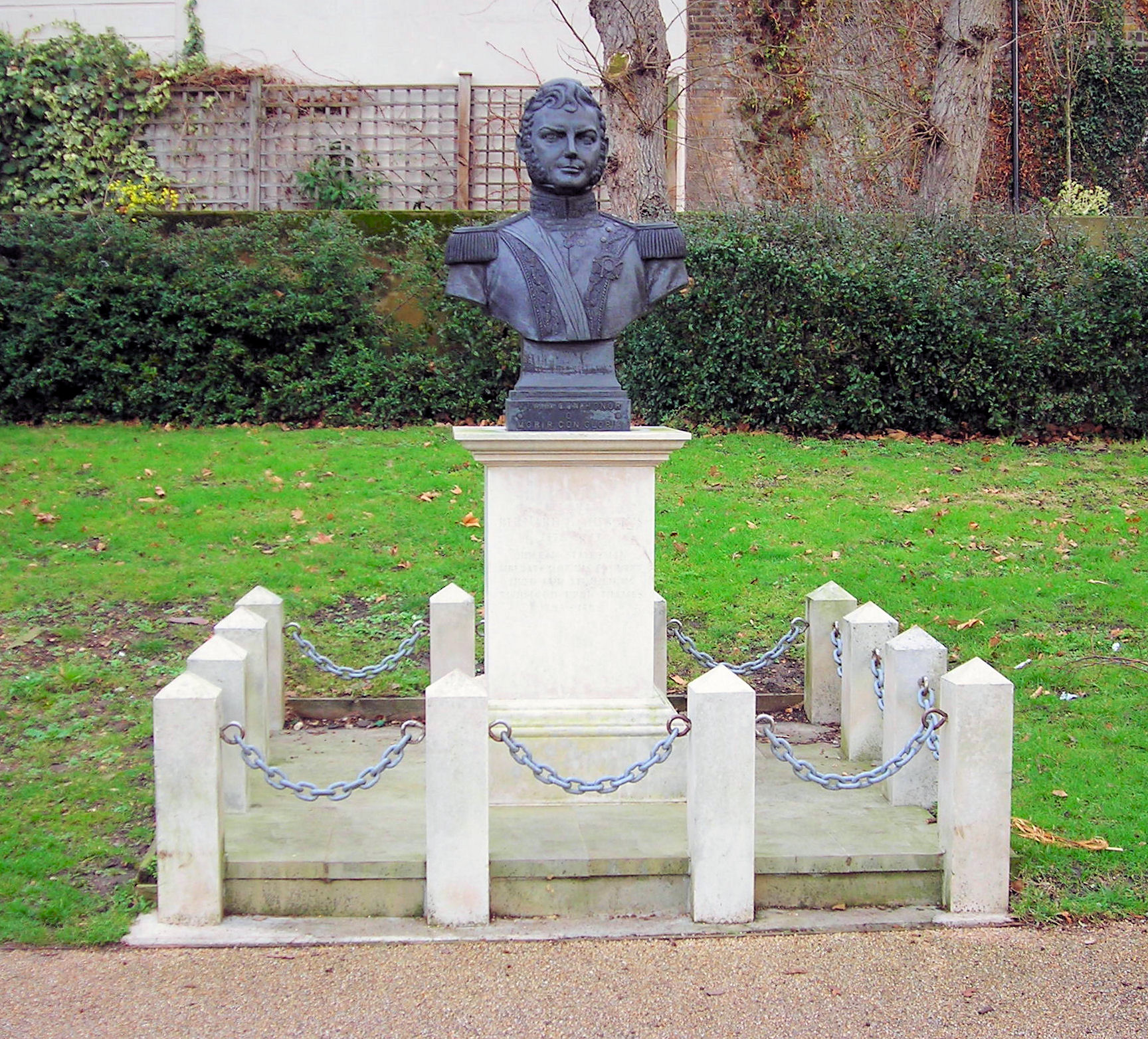
Busto de Bernardo O'Higgins al próximo del Richmond Bridge

El Richmond bridge es actualmente el puente sobre el Támesis más antiguo que sigue en pie en el Gran Londres, ya que fue el octavo puente construido en la ciudad. Además, es el puente sobre el Támesis más antiguo entre el mar y Abingdon bridge en Oxfordshire. Entró en la lista de edificios clasificados en 1952. Se celebró su bicentenario el 7 de mayo de 1977, cuatro meses más tarde del aniversario verdadero, el 12 de enero, para evitar el mal tiempo.
Al sur del Richmond Bridge, en un parque al final del puente de Surrey, está un busto del primer presidente de Chile, Bernardo O'Higgins. Estudió en Richmond de 1795 al 1798, y, en 1998, 200 años después ha dejado Richmond, el busto, que su escultor es no conocido, fue descubrió. El pedazo de terreno que la estatua mira desde lo alto es llamado O'Higgins Square (Plaza O'Higgins). Anualmente, el alcalde de Richmond pone una guirnalda a la estatua en la presencia de personal de la embajada de Chile en Londres.